# Joachim Otto Friedrich von Lepel
Joachim Otto Friedrich von Lepel (* 12. März 1740 auf Rambow; † 14. Mai 1802 in Offenbach am Main) war württembergischer Obristwachtmeister der Leibgarde zu Pferd und zuletzt Isenburg-Birsteinischer Kammerpräsident und Hofmarschall.

## Herkunft
Seine Eltern waren der holländische Major Johann Georg Friedrich von Lepel (* 1710; † vor 4. November 1749) und dessen Ehefrau Eleonore Sabine Dorothea von Vietinghoff (* 18. Oktober 1722; † 1750 in Maastricht), eine Tochter des königlich-schwedischen Obristen Otto von Vietinghoff (1685–1728) und der Ölgard von Plessen (1752–1698) aus dem Haus Cambs. Nach dem Tod des Vaters heiratete die Mutter den kurhannoverschen Major Hartwig Joachim von Pentz.

## Leben
Er wurde in Maastricht erzogen und erbte nach dem frühen Tod seiner Eltern die Güter Grambow und Rambow. 1755 kam er auf Vermittlung eines Onkels in württembergische Dienste, dort wurde er Leibedelknabe des Herzogs, dann Leibpage im Rang eines Leutnants. Im Jahr 1763 wurde er Rittmeister, später dann Obristwachtmeister bei der Leibgarde zu Pferd und Kammerherr. Im Jahr 1766 verkaufte er Grambow und Rambow an den Schweden Mathias Nicolaus Thomson und blieb nun ganz in Württemberg. Aber ab 1774 erhielten dort alle Offiziere aus Finanznot nur noch halbes Gehalt.
Er war ab 1769 mit Karoline von Röder verheiratet. Diese begann aber 1780 eine Liebesaffäre mit dem königlich-französischen Gesandten in Stuttgart, dem Vicomte de Vibraye. Die Ehe wurde daraufhin am 20. September 1781 geschieden. Lepel verließ Württemberg, ging nach Amsterdam und gründete dort ein Knabenpensionat. Nach einiger Zeit kam er als Isenburg-Birsteinischer Kammerpräsident und Hofmarschall nach Offenbach. Er heiratete 1793 eine Hofdame der Fürstin und blieb dort bis zu seinem Tod am 14. Mai 1802.

## Familie
Er heiratete am 15. August 1760 Karoline Maria Friederike von Röder (* 1. November 1749; † 17. August 1804), eine Tochter des Freiherren August Gottlob Reinhard von Röder (* 19. April 1706; † 19. April 1769) – Herzoglich-Württembergischer Kammerherr, Generalfeldmarschall, Oberstallmeister – und der Friederike Hedwig Makowsky (* 4. August 1716; † 24. Juni 1756). Die Ehe wurde am 20. September 1781 geschieden. Das Paar hatte mehrere Kinder:
- Karl Friedrich Moritz (* 10. Juli 1770; † 17. Juli 1840), Chef des Bankhauses Lepel-Labouchere ⚭ Marie Magdalena von Hasselgreen (* 31. Januar 1776; † 23. Juni 1842)
- Juliane Henriette Johanna (* 12. Januar 1772; † 1850) ⚭ 1793 Armand König
- Eugen August Hellmuth (* 7. März 1773; † 12. September 1812), Generalmajor, ab 1810 Graf von Lepel
- Charlotte Frederike Marianne (* 29. Oktober 1774; † 5. Mai 1832)[4], ⚭ (I) Aime Cointet de Jumièges, ⚭ (II) 1809 Armand Frédéric Jules de Brémond
- Emilie (* 7. Januar 1778; † 8. Januar 1825), ⚭ Antonie Merlin de Thionville (* 13. September 1762; † 14. September 1833), französischer General

Lepel heiratete 1793 die aus Schottland stammende Mary Mills (* 6. April 1764; † 5. Mai 1837). Das Paar hatte zwei Söhne:
- Viktor Karl Ernst Ludwig (* 2. März 1794; † 7. Juli 1860), Diplomat, ⚭ 1821 Wilhelmine Emmerich (* 26. Juni 1800; † 8. November 1870)
- Ernst (* 18. Oktober 1796; † 2. Januar 1859), Forstmeister